# Аудемолен (Північний Брабант)
Аудемолен (нід. Oudemolen) — селище в нідерландській провінції Північний Брабант. Входить до муніципалітету Мурдейк.
Його площа становить 1,04 км², а населення станом на 2021 рік складало 190 осіб.